# Roman Starak
Roman Starak (* 1929 in Tarnopol, Polen; † 2016 in Katowice) war ein polnischer Künstler.

## Biografie
Im Jahr 1956 studierte er Grafik bei A. Rak an der Kunsthochschule in Kattowitz.
1992 erhielt die Stelle eines Professors an dieser Kattowitzer Kunsthochschule und 1997 den Titel eines Professors der bildenden Künste. Seit 1980 leitete er  auch das Labor für Reliefdruck an der Hochschule. Er nahm aktiv an allen Ausstellungen des Verbandes der Polnischen Bildenden Künstler ZPAP des Bezirks Kattowitz teil und an so bedeutenden Ausstellungen in Polen wie der Biennale in Krakau.

## Ausstellungen (Auswahl)
Er hatte neun Einzelausstellungen im In- und Ausland und war in Gruppenausstellungen in der Tschechoslowakei, Österreich, Ungarn, Uruguay, Russland, Großbritannien, Brasilien, Frankreich, Kanada, Italien und Schweiz vertreten. 
Seine Werke befinden sich in Sammlungen polnischer und ausländischer Museen.
- 2003 Ausstellung – "Praca Roku" in Galerie "ZPAP", Kattowitz
- 2000  Ausstellung – Galeria SDK Odeon, Czeladź
- 1999  So leben wir heute,  Nationalmuseum,  Danzig (Gdańsk)
- 1999 Hier beginnt's, und wohin führt's?, Galerie des Kulturhauses Odeon, Czeladź

## Auszeichnungen
- Auszeichnung des Ministers für Kultur und Kunst in der Ausstellung zum zwanzigsten Jahrestag des kommunistischen Regimes
- Goldenes Verdienstkreuz
- Individuelle Auszeichnung des Ministers für Kultur und Kunst im Jahre 1971,
- Team Goldmedaille bei den XII International Art Salon in Paris 1971
- Goldmedaille für die Entwicklung der Kultur der Kattowitzer Woiwodschaft.